# Starý Bohumín
Starý Bohumín (tyska: Alt Oderberg) är en stadsdel i Bohumín i Tjeckien. Den ligger i regionen Mähren-Schlesien, i den östra delen av landet, 280 km öster om huvudstaden Prag. Starý Bohumín ligger 200 meter över havet och antalet invånare är 1 541.
Terrängen runt Starý Bohumín är platt. Runt Starý Bohumín är det tätbefolkat, med 881 invånare per kvadratkilometer. Närmaste större samhälle är Ostrava, 9,9 km söder om Starý Bohumín. Runt Starý Bohumín är det i huvudsak tätbebyggt.